# Êta Mundo Melhor!
Êta Mundo Melhor! es una telenovela brasileña producida y transmitida por TV Globo que se estrenó el 30 de junio de 2025. Es una secuela de Êta Mundo Bom!, que fue escrita por Walcyr Carrasco y emitida en 2016 por TV Globo. Desarrollada por Walcyr Carrasco (hasta el capítulo 30) y Mauro Wilson, Êta Mundo Melhor! fue dirigida por Amora Mautner y está protagonizada por Sergio Guizé, Jeniffer Nascimento, David Malizia, Larissa Manoela, Heloísa Périssé, Eriberto Leão, Flávia Alessandra y Rainer Cadete.

## Elenco
- Sergio Guizé como Cândido Policarpo Sampaio dos Santos / Cândido da Silva "Candinho"[8]
- Jeniffer Nascimento como Benedita "Dita" dos Santos[9]
- David Malizia como Cândido Pereira Sampaio[10]
- Larissa Manoela como Estela[11]
- Heloísa Périssé como Zulma Dias[12]
- Eriberto Leão como Ernesto Dias[13]
- Flávia Alessandra como Sandra Sampaio Carneiro[14]
- Rainer Cadete como Celso Sampaio Carneiro[15]
- Luís Miranda como Professor Asdrúbal
- Elizabeth Savalla como Cunegundes Pereira Torres "Boca de Fogo"
- Ary Fontoura como Joaquim Pereira Torres "Quinzinho"[16]
- Anderson Di Rizzi como José Francisco Leitão "Zé dos Porcos"[17]
- Rosane Gofman como Olímpia Castelar[18]
- Dhu Moraes como Manuela dos Santos[19]
- Miguel Rômulo como Joaquim Pereira Torres Filho "Quincas"[20]
- Maria Carol Rebello como Olga Macedo[21]
- Flávio Tolezani como Dr. Afonso Araújo[21]
- Marcelo Argenta como Lauro Ortiz[22]
- Cleiton Morais como Tobias Assis[23]
- Gabriel Canella como Vermelho[24]
- Fábio de Luca como Detective Sabiá[25]
- Nívea Maria como Margarida
- Duio Botta como Raul[26]
- Isaac Amendoim como Picolé[10]
- Monique Alfradique como Tamires[27]
- Grace Gianoukas como Medéia Pereira Torres[28]
- Tony Tornado como Lídio[29]
- Castorine como Maria Divina[30]
- Mari Bridi como Mirtes[26]
- Lu Fernandes como Francine
- Kênia Bárbara como Haydée[26]
- Evelyn Castro como Zenaide
- Paula Burlamaqui como Sônia[26]
- Ygor Marçal como Tico[31]
- Vicente Avite

### Participaciones especiales
- Bianca Bin como Maria Lima[32]
- Raissa Xavier[33]

## Audiencia
| Temporada | Episodios | Primera emisión     | Primera emisión              | Última emisión | Última emisión               | Prom. de espectadores (Puntos de rating) |
| Temporada | Episodios | Fecha               | Audiencia (Puntos de rating) | Fecha          | Audiencia (Puntos de rating) | Prom. de espectadores (Puntos de rating) |
| --------- | --------- | ------------------- | ---------------------------- | -------------- | ---------------------------- | ---------------------------------------- |
| 1         | —         | 30 de junio de 2025 | 21,5                         | —              | —                            | —                                        |